# Couvent Saint-Jean de Brême
 (août 2023).
Le couvent Saint-Jean est un ancien couvent franciscain à Brême, en Allemagne.

## Histoire
Les franciscains s'installent probablement à Brême en 1225. Le monastère se situe dans la vieille ville. L'église abbatiale Sain-Jean, les Klosterkirchenstraße et Klosterortstraße rappellent le monastère.
La construction du couvent commence vers 1258. Il s'agit de l'église gothique Saint-Jean à trois nefs du XIVe siècle, dans le style d'une église d'ordre mendiant, qui est agrandie en église-halle au XVe siècle. De plus, il y a les bâtiments conventuels et les cours du côté sud, qui ne sont pas conservés aujourd'hui.
Environ 20 à 30 hommes vivent dans le couvent en tant que moines mendiants du XIVe siècle au  XVIe siècle. Ils appartiennent à la province franciscaine saxonne (de). Vers 1300, le couvent de Brême est le monastère principal de la custodie de Brême, une sous-organisation de la Saxe.
Le couvent est fermé en 1529 après la Réforme protestante et le bâtiment sert d'hôpital municipal à partir de 1531. Avec la création d'un nouvel hôpital à Neustadt en 1691, l'ancien monastère est utilisé pour héberger les déficients mentaux (asile de fous). L'église est notamment une église hospitalière et jusqu'en 1801 église des paroisses réformées ("françaises").
En 1834, les bâtiments du couvent délabrés sont démolis. Après cela, des bâtiments résidentiels sont construits sur le site. En 1965, une rangée de bâtiments résidentiels à deux étages avec pierre rouge visible est construite selon les plans de Bernhard Wessel pour le prieuré de St. Johannis au Hohe Straße 2-3/Franziskanerstraße 7. Les bâtiments sont classés monuments historiques depuis 1973.

## Source de la traduction
- (de) Cet article est partiellement ou en totalité issu de l’article de Wikipédia en allemand intitulé « St.-Johannis-Kloster (Bremen) » (voir la liste des auteurs).